# Oecobius annulipes
Oecobius annulipes är en spindelart som beskrevs av Lucas 1846. Oecobius annulipes ingår i släktet Oecobius och familjen Oecobiidae.
Artens utbredningsområde är Algeriet. Inga underarter finns listade i Catalogue of Life.